# Campionati del mondo di ciclismo su strada 1961
I Campionati del mondo di ciclismo su strada 1961 si disputarono a Berna in Svizzera il 3 settembre.
Furono assegnati tre titoli:
- Prova in linea Donne, gara di 61 km
- Prova in linea Uomini Dilettanti, gara di 181,500 km
- Prova in linea Uomini Professionisti, gara di 285,252 km

## Storia
Dopo il titolo del 1960, il belga Rik Van Looy si ripeté nell'edizione 1961 sul circuito di Berna. Controllò la corsa, annullando tutti i tentativi di attacco, e regolò in volata un gruppo di ventisei corridori. Su settantuno corridori partiti, trentadue conclusero la prova.
Tripletta francese nella prova dilettanti, con Jean Jourden medaglia d'oro, Henri Belena d'argento e Jacques Gestraud bronzo. Tra le donne si impose invece la belga Yvonne Reynders, al secondo successo dopo quello del 1959.

## Medagliere
| Pos.   | Nazione     | Oro | Argento | Bronzo | Totale |
| ------ | ----------- | --- | ------- | ------ | ------ |
| 1      | Belgio      | 2   | 0       | 0      | 2      |
| 2      | Francia     | 1   | 1       | 2      | 4      |
| 3      | Italia      | 0   | 1       | 0      | 1      |
| 3      | Regno Unito | 0   | 1       | 0      | 1      |
| 5      | Lussemburgo | 0   | 0       | 1      | 1      |
| Totale | Totale      | 3   | 3       | 3      | 9      |

## Sommario degli eventi
| Eventi                 | Oro                    | Tempo                      | Argento                  | Tempo | Bronzo                   | Tempo |
| Uomini Professionisti  |                        |                            |                          |       |                          |       |
| Gara in linea dettagli | Rik Van Looy Belgio    | 7h46'35" Media 36,681 km/h | Nino Defilippis Italia   | s.t.  | Raymond Poulidor Francia | s.t.  |
| Uomini Dilettanti      |                        |                            |                          |       |                          |       |
| Gara in linea dettagli | Jean Jourden Francia   | 4h49'54"                   | Henri Belena Francia     | ?     | Jacques Gestraud Francia | ?     |
| Donne                  |                        |                            |                          |       |                          |       |
| Gara in linea dettagli | Yvonne Reynders Belgio | ?                          | Beryl Burton Regno Unito | ?     | Elsy Jacobs Lussemburgo  | ?     |